# Proasellus faesulanus
Proasellus faesulanus là một loài chân đều trong họ Asellidae. Loài này được Messana & Caselli miêu tả khoa học năm 1995.